# Joseph Merklin

Joseph Merklin

Joseph Merklin (* 17. Februar 1819 in Oberhausen, heute Gemeinde Rheinhausen (Breisgau), Landkreis Emmendingen; † 10. Juli 1905 in Nancy) war ein deutscher Orgelbauer, der auch in Belgien und Frankreich wirkte.

## Leben und Wirken
Joseph Merklin sammelte erste berufliche Erfahrungen in der Orgelbauwerkstatt seines Vaters Franz Joseph Merklin, bevor er bei Friedrich Haas in Basel seine Lehre fortsetzte. Eine wichtige Station war die Weiterbildung bei Eberhard Friedrich Walcker, bevor er in Linnich bei Aachen bei dem für seine Romantikorgeln bekannten Orgelbauer Wilhelm Korfmacher arbeitete. Während dieser Zeit (1840er Jahre) wurde er in Belgien aktiv, indem er am Bau von zwei Orgeln in Stavelot und Namur beteiligt war.
Ab 1843 betrieb Merklin in Brüssel seine eigene Werkstatt, ab 1847 gemeinsam mit seinem Schwager Friedrich Schütze. 1853 wurde die Firma, unter dem Namen J. Merklin-Schütze et Cie., in eine Kommanditgesellschaft umgewandelt. Ab 1870 lebte er zunächst in Paris und ging dann nach Lyon, wo er sich mit dem Orgelbauer Théophile Kuhn (aus der schweizerischen Orgelbaufamilie Kuhn) zusammentat. Am Ende des Jahrhunderts hieß die Firma dann Michel, Merklin & Kuhn. Im Laufe der Zeit entwickelte er sich zu einem starken Konkurrenten von Aristide Cavaillé-Coll.
Joseph Merklins Bruder Gustav (1839–1879) war ab 1863 ebenfalls als Orgelbauer tätig. Zu den beiden im südbadischen Raum bekannten Orgelbauern Fridolin Merklin (1821–1900) und dessen Sohn August Merklin (1860–1940) besteht hingegen trotz Namensgleichheit und familiärer Wurzeln in Oberhausen keine nachweisbare Verwandtschaft.

## Werkliste (Auswahl)
| Jahr | Ort                    | Kirche                                | Bild | Manuale | Register | Bemerkungen |
| ---- | ---------------------- | ------------------------------------- | ---- | ------- | -------- | --- |
| 1850 | Paris                  | St Jean Baptiste de la Salle-Kirche   |      |         |          | |
| 1852 | Lüttich                | Stiftskirche Saint-Barthélemy         |      | III/P   | 30       | Restauriert 2012/2013 Beschreibung der Orgel                                                                                             |
| 1856 | Paris                  | Église Saint-Eugène – Sainte-Cécile   |      | III/P   | 33       | zusammen mit Friedrich Schütze |
| 1857 | Oplinter               | St. Genovevakirche                    |      |         |          | [ 3 ] |
| 1860 | Dijon                  | Kathedrale St-Bénigne                 |      | V/P     | 73       | Reparatur |
| 1862 | Basel                  | Elisabethenkirche                     |      | II/P    | 29       | |
| 1867 | La Rochelle            | Cathédrale Saint-Louis de la Rochelle |      | III/P   | 29       | Restaurierung (1991–1995) durch Bernard Raupp                                                                                            |
| 1867 | Nancy                  | Basilika Saint-Epvre                  |      |         |          | |
| 1868 | Brüssel                | St. Bonifatius                        |      |         |          | |
| 1869 | Paris                  | Weltausstellung                       |      | II/P    | 31       | 1875 vom Bischof von Périgueux für die dortige Kathedrale Saint-Front gekauft, Beschreibung der Orgel im Artikel der Kathedrale          |
| 1870 | Lüttich                | St.-Pauls-Kathedrale                  |      | III/P   | 30       | Beschreibung der Orgel im Artikel der Kathedrale                                                                                         |
| 1875 | Commentry              |                                       |      |         |          | Restauriert und rekonstruiert 2007/2008                                                                                                  |
| 1875 | Paris                  | Große Synagoge                        |      | II/P    | 26       | Restauriert von Gutschenritter (1960) |
| 1877 | Clermont-Ferrand       | Kathedrale Notre-Dame de l’Assomption |      | III/P   | 42       | Grundlegende Restaurierung (2005–2010) durch Pierre Saby und Olaf Dalsbeck mit dem Ziel der Wiederherstellung der Merklin-Orgel von 1877 |
| 1877 | Straßburg              | Temple Neuf                           |      | III/P   |          | denkmalgeschützt (Monument historique)                                                                                                   |
| 1878 | Montpellier            | Kathedrale                            |      |         |          | |
| 1878 | Straßburg              | Straßburger Münster                   |      |         |          | Chororgel |
| 1878 | Aubenas                | Saint-Laurent                         |      |         |          | seit 1987 in der St. Paul-Kirche, Minnesota                                                                                              |
| 1880 | Moulins                | Kathedrale von Moulins                |      |         |          | unverändert erhalten |
| 1881 | Rom                    | San Luigi dei Francesi                |      |         | 35       | unverändert erhalten |
| 1882 | Obernai                | Sts Pierre et Paul                    |      | III/P   | 43       | denkmalgeschützt (Monument historique)                                                                                                   |
| 1884 | Lyon                   | Grand Temple de Lyon                  |      |         | 38       | Erste Orgel von Merklin mit elektro-pneumatischer Traktur                                                                                |
| 1890 | Villefranche-sur-Saône |                                       |      |         |          | |